# Coseano
Coseano (friülà Cosean) és un municipi italià, dins de la província d'Udine. L'any 2007 tenia 2.320 habitants. Limita amb els municipis de Dignano, Flaibano, Mereto di Tomba, Rive d'Arcano, San Vito di Fagagna i Sedegliano.

## Administració
| Període | Identitat       | Partit        |
| ------- | --------------- | ------------- |
| 2004-   | Adriano Piccoli | Llista cívica |